# 110.º Congresso dos Estados Unidos
O 110º Congresso dos Estados Unidos é composto da Câmara dos Representantes e do Senado. Tanto os senadores quanto os representante são todos eleitos por votação direta, com última eleição realizada em 2006, o 110º Congresso teve duração entre 3 de janeiro de 2007 a 3 de janeiro de 2009.
O Partido Democrata controlava uma maioria em ambas as câmaras, pela primeira vez desde o fim do Congresso 103 em 1995. Embora os democratas tiveram menos de 50 cadeiras no Senado, eles tinham uma maioria operacional porque os dois independentes senadores apoiavam o partido. Com a maioria na câmara dos representantes democrata Nancy Pelosi se tornou a primeira mulher presidente da Câmara.
Foi durante do 110º Congresso que o senador Barack Obama foi eleito presidente dos Estados Unidos.

## Eventos
- 4 de novembro de 2008: Barack Obama é eleito o primeiro presidente negro da história derrotando o republicano John McCain.

## Distribuição

### Senado

49 Senadores Democrata
2 Senadores Independentes, caucusing com os Democratas
49 senadores Republicano

Durante o Congresso 110º, 49 senadores eram democratas e 49 eram republicanos, e dois independentes que apoiam o partido democrata.
| Partido | Partido             | Senadores | Notas                          |
| ------- | ------------------- | --------- | ------------------------------ |
|         | Partido Democrata   | 49        |                                |
|         | Partido Republicano | 49        |                                |
|         | Independente        | 2         | Senador independente democrata |
| Total   | Total               | 100       |                                |

### Câmara dos Representantes

Distritos azuis com representação democrata
Distritos vermelhos com representação republicana

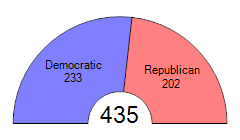

Durante todo o Congresso 110º o partido democrata teve maioria.
| Partido | Partido             | Membros | %     | Representantes sem direito a voto | Notas |
| ------- | ------------------- | ------- | ----- | --------------------------------- | ----- |
|         | Partido Democrata   | 233     | 54,3% |                                   |       |
|         | Partido Republicano | 202     | 45,7% |                                   |       |
|         | Independente        | 0       |       | -                                 |       |
|         | Lugares vagos       | 0       | 0 %   | -                                 |       |
| Total   | Total               | 435     |       | 5                                 |       |

## Senado

### Composição
- Partido Republicano: 49
- Partido Democrata: 49
- Independente: 2

### Liderança
- Presidente: Dick Cheney (R - Wyoming)
- Presidente Pro Tempore: Robert Byrd (D - Virgínia Ocidental)

### Líder da Maioria
- Líder: Harry Reid (D - Nevada)
- Assistente: Dick Durbin (D - Illinois)

### Líder da Minoria
- Líder: Mitch McConnell (R - Kentucky)
- Assistente
- Trent Lott (R - Mississippi), até 18 de dezembro de 2007
  - Jon Kyl (R - Arizona), desde 18 de dezembro de 2007

### Senadores por estado
| Alabama - Richard Shelby (R) - Jeff Sessions (R) Alaska - Ted Stevens (R) - Lisa Murkowski (R) Arizona - John McCain (R) - Jon Kyl (R) Arkansas - Blanche Lincoln (D) - Mark Pryor (D) Califórnia - Dianne Feinstein (D) - Barbara Boxer (D) Colorado - Wayne Allard (R) - Ken Salazar (D) Connecticut - Chris Dodd (D) - Joe Lieberman (I) Delaware - Joe Biden (D) - Thomas Carper (D) Flórida - Bill Nelson (D) - Mel Martinez (R) Geórgia - Saxby Chambliss (R) - Johnny Isakson (R) | Havaí - Daniel Inouye (D) - Daniel Akaka (D) Idaho - Larry Craig (R) - Mike Crapo (R) Illinois - Richard Durbin (D) - Barack Obama (D) Indiana - Dick Lugar (R) - Evan Bayh (D) Iowa - Chuck Grassley (R) - Tom Harkin (D) Kansas - Sam Brownback (R) - Pat Roberts (R) Kentucky - Mitch McConnell (R) - Jim Bunning (R) Luisiana - Mary Landrieu (D) - David Vitter (R) Maine - Olympia Snowe (R) - Susan Collins (R) Maryland - Barbara Mikulski (D) - Ben Cardin (D) | Massachusetts - Ted Kennedy (D) - John Kerry (D) Michigan - Carl Levin (D) - Debbie Stabenow (D) Minnesota - Norm Coleman (R) - Amy Klobuchar (D) Mississippi - Thad Cochran (R) - Trent Lott (R) Missouri - Kit Bond (R) - Claire McCaskill (D) Montana - Max Baucus (D) - Jon Tester (D) Nebraska - Chuck Hagel (R) - Ben Nelson (D) Nevada - Harry Reid (D) - John Ensign (R) Nova Hampshire - Judd Gregg (R) - John Sununu (R) Nova Jersey - Frank Lautenberg (D) - Bob Mendenez (D) | Nova Iorque - Charles Schumer (D) - Hillary Clinton (D) Novo México - Pete Domenici (R) - Jesse Bingaman (D) Carolina do Norte - Elizabeth Dole (R) - Richard Burr (R) Dakota do Norte - Kent Conrad (D) - Byron Dorgan (D) Ohio - George Voinovich (R) - Sherrod Brown (D) Oklahoma - James Inhofe (R) - Tom Coburn (R) Óregon - Ron Wyden (D) - Gordon Smith (R) Pensilvânia - Arlen Specter (R) - Bob Casey (D) Rhode Island - Jack Reed (D) - Sheldon Whitehouse (D) Carolina do Sul - Lindsey Graham (R) - Jim DeMint (R) | Dakota do Sul - Tim Johnson (D) - John Thune (R) Tennessee - Lamar Alexander (R) - Bob Corker (R) Texas - Kay Bailey Hutchison (R) - John Cornyn (R) Utah - Orrin Hatch (R) - Robert Bennett (R) Vermont - Patrick Leahy (D) - Bernie Sanders (I) Virginia - John Warner (R) - James Webb (D) Washington - Patty Murray (D) - Maria Cantwell (D) Virgínia Ocidental - Robert Byrd (D) - Jay Rockefeller (D) Wisconsin - Herbert Kohl (D) - Russ Feingold (D) Wyoming - Craig Thomas (R) - Michael Enzi (R) |

## Câmara dos Representantes

### Composição
- Partido Republicano: 232
- Partido Democrata: 202
- Independente:

### Liderança
- Presidente da Câmara: Nancy Pelosi (D - Illinois)

### Líder da Maioria
- Líder: Nancy Pelosi (D - Califórnia)
- Assistente: Steny Hoyer (D - Maryland)

### Líder da Minoria
- Líder: John Boehner (R - Ohio)
- Assistente: Roy Blunt (R - Missouri)